# 比武招親
比武招親，是古代以比武为手段招纳女婿的形式。比较有名的是北周窦氏比武招亲嫁给了李渊。

## 文化中的比武招亲
傳奇小說戲曲中，廣為人知的比武招親有穆桂英、樊梨花、秦良玉。
比武招親也是一種武俠世界的招親方式之一，女方設下擂台，邀請公眾參與，候選人以武功最好者獲得婚約。在金庸小說《射鵰英雄傳》中，穆念慈比武招親，由楊康勝出。

## 参見
- 武林外傳

1. ↑  《新唐書》：射者閱數十，皆不合。高祖最後射，中各一目，遂歸於帝。